# راينهارد فاغنر
راينهارد فاغنر (بالإنجليزية: Reinhard Wagner)‏ هو لاعب جمباز أمريكي، ولد في 16 نوفمبر 1876 في Zettingen ‏ في ألمانيا، وتوفي في 2 أبريل 1964 في واترلو في الولايات المتحدة.

## وصلات خارجية
- راينهارد فاغنر على موقع أوليمبيديا (الإنجليزية)